# Sekundærrute 180
Sekundærrute 180 er en rutenummereret kommunevej i Øst- og Kronjylland, Himmerland og Vendsyssel. Ruten går fra Viby Torv i Viby J sydvest for Aarhus via Ring 2 og Randersvej til Randers, Hobro, Aalborg, Nørresundby, Sæby og slutter i Frederikshavn.

## Vejens klassificering
Sekundærrute 180 en kommunevej på hele strækningen.
De offentlige veje inddeles fra 2015 efter vejloven i statsveje og kommuneveje, mens de tidligere blev klassificeret i hovedlandeveje, landeveje og kommuneveje. Betydningen for en vejs klassificering som statsvej eller kommunevej er først og fremmest af administrativ karakter. Statsvejene administreres af Vejdirektoratet, mens kommunevejene administreres af kommunerne. Det er vejmyndighedens ansvar at holde sine offentlige veje i den stand, som trafikkens art og størrelse kræver. Klassifikationen som statsveje og kommuneveje har ikke betydning for Danmarks overordnede rutenummererede vejnet med Europavejsruter, Primærruter eller sekundærruter, der administreres af Vejdirektoratet i samarbejde med kommunerne. Kun veje udlagt som Europavejsruter og Primærruter kan udlægges som hovedveje efter færdselsloven.

## Historie
Sekundærrute 180 følger stort set den gamle hovedvej 10, som var gældende 1937-1955, og hovedvej A10, som var gældende 1955-1982 på strækningen fra Aarhus til Frederikshavn. Den gamle hovedvejsstrækning er siden 1970’erne i etaper blevet afløst af E45 Østjyske Motorvej, Nordjyske Motorvej og Frederikshavnmotorvejen.
Vejen blev lukket 16. december 2023 ved Ølst mellem Randers og Aarhus og derefter ødelagt af jordskreddet ved Nordic Waste. Vejen blev genåbnet 10. juni 2025.